# 占守岛战役
占守岛战役（俄语：Борьба за остров Шумшу）是第二次世界大战尾声，苏联红军为从日本军手中夺取千岛群岛东北端的占守岛而实施的一场两栖登陆战，属于千島群島登陸战役的一部分。
1945年8月9日，苏军发动对日作战，迅速歼灭盘踞满洲和库页岛的日军，为进攻千岛群岛创造了有利的条件。8月15日，远东第2方面军正式下达进攻占守岛的命令。8月18日凌晨，苏军堪察加防区登陆部队在彼得罗巴甫洛夫斯克海军基地舰艇掩护下分批向占守岛实施武装登陆，与驻守该岛的日军第91师团爆发激烈战斗。由于缺乏两栖作战经验，苏军在登陆阶段遭到炮垒、坦克、飞机等顽强阻击，攻击行动一度进展缓慢。日军则在不断加强该岛的卫戍部队，并企图实施全面反攻。但就在当天下午，传来了上级的停战命令。此后，日本单方面停火，派出军使与苏军指挥部展开谈判。23日，第91师团司令签署了无条件投降书，占守岛上一万两千多名日军全部投降，苏军成功取得全岛控制。本战役是千岛群岛登陆战中仅有的流血冲突，也是苏日战争期间唯一一场苏军伤亡超过日军的战役。战斗结束后，苏军陆续在其余各岛屿登陆，于9月5日完成了对全千岛群岛的占领。

## 作战背景
1945年2月，美、英、苏三国首脑召开雅尔塔会议，商讨对日参战等问题。会谈期间，苏联领导人约·维·斯大林提出将获得千岛群岛和南库页岛列入苏联出兵的条件，得到了英美首脑的同意。在最终达成的《雅尔塔协定》中，第二条规定：“恢复俄国在1904年因日本背信弃义进攻而失去的权利，即：（甲）收回萨哈林岛南部及其邻近所有岛屿……”，第三条则规定：“千岛群岛应交予苏联”。各方同意，对日胜利后苏联的要求应无条件地予以满足。
据此，1945年8月8日，苏联正式对日宣战。次日，苏军三个方面军150余万人在长达4,000多千米的战线上向日本关东军发起了全面进攻。8月15日，日本天皇发布诏书，宣布日本无条件投降。斯大林随后收到了美国关于日本投降的实施细则《一般命令第一号》，其中将苏联的受降范围定为中国东北、北纬三十八度以北的朝鲜半岛以及库页岛。斯大林就该命令向美国总统哈里·S·杜鲁门提出修改意见，主张另外占领全千岛群岛和留萌—钏路连线以北的半个北海道。占领北海道的提议后来遭到杜鲁门断然拒绝，但在千岛群岛问题上，美国予以了同意。
与此同时，苏军最高统帅部在不清楚美方外交姿态的情况下，继续积极实施着进攻千岛群岛和北海道的战略计划。莫斯科时间8月14日晚，远东苏军总司令亚·米·华西列夫斯基元帅向远东第2方面军司令马·阿·普尔卡耶夫大将和太平洋艦隊司令伊·斯·尤馬舍夫海军上将下令：无需等待援军到达，立刻利用堪察加半岛现有兵力，准备实施攻占北千岛群岛的登陆行动。15日清晨，苏军堪察加防区接到了远东第2方面军军事委员会发出的作战训令：
预计日本即将投降。我军必须利用这一有利情势攻占舒姆舒（占守）、帕腊木施尔（幌筵）、奥涅科坦（温祢古丹）三岛。动员兵力为：步兵第101师的两个团、彼得罗巴甫洛夫斯克海军基地所属舰艇和浮游器材、目前靠港的商船和边防军舰艇、航空兵第128师……限15日16时前完成作战计划和出航命令的制订。
在全千岛群岛中，以最靠近苏联的占守岛防御最为坚固。该岛长30千米、宽20千米、面积385.5平方千米。在东北隔6.5海里（12）的千岛第一海峡与堪察加半岛相望，在西南隔3千米的千岛第二海峡与幌筵岛相望。全岛地势低洼、丘陵起伏，北岸的今井崎和国端崎之间有沙滩，其余海岸均为断崖，面对幌筵岛有片冈湾一处良港。战前，占守岛曾是日本北洋的渔业重镇，建有罐头厂、季节性渔村、派出所和灯塔等设施。每年夏季，来此谋生者达万余人。1940年，日本设立千岛要塞司令部，投入劳工开始在占守、幌筵两岛构筑要塞。至1945年，占守岛上已建成一座完善的防御综合体。所有适宜登陆的二十处海岸地带被34处永久火力点和24处土木质火力点予以覆盖，设有100毫米以下火炮约100门，轻重机枪射击口310余处。火力点间以地道和堑壕相连，内藏完备的后勤保障设施。部分地道深达50米，可有效抵御炮击和轰炸。岛西南部设有片冈海军基地，与幌筵岛东北部的柏原海军基地隔岸相望。岛上交通线总长达120千米，非常利于实施机动。

## 双方作战准备

### 苏军作战准备

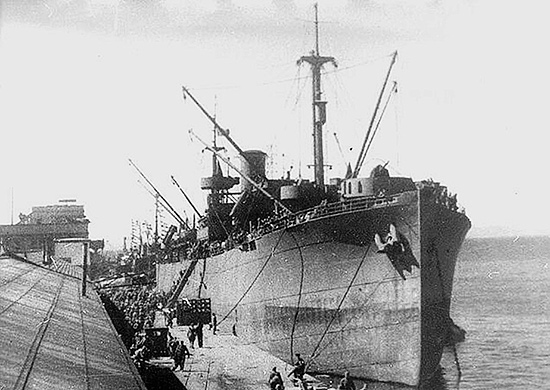
千岛群岛登陆行动参战苏军部队登船

基于现有兵力和登陆手段，苏军指挥部决定在占守岛东北端，国端崎和小泊崎之间的竹田滨实施登陆。此处面向千岛第一海峡，有苏联商船定期通航，利于掩护登陆舰队集结；在此登陆也可得到堪察加半岛洛帕特卡角炮台的火力支援。登陆部队由步兵第101师、海军步兵和边防军构成，共计8,824人，205门各式火炮，分四队行动：
- 先遣支队：由步兵第138团副团长彼·伊·舒托夫（俄语：Шутов, Пётр Иванович）少校指挥，编有海军步兵一个营、步兵第138团一个冲锋枪连和一个反坦克步枪连、步兵第302团一个机枪连和一个迫击炮连、独立工兵第119营一个连、边防军海上第60支队一个连、独立防化兵第38连一个防化兵排和步兵第302团一个侦察排。支队计划于8月17日23时率先在竹田滨上陆，攻占沿岸地带，为主力梯队构筑桥头堡。[15]
- 主力第一梯队：由登陆部队总指挥、步兵第101师师长波·伊·季亚科夫（俄语：Дьяков, Порфирий Иванович）少将指挥，编有步兵第138团、炮兵第279和428团各一个炮兵营和独立反坦克歼击炮兵第169营。梯队计划于先遣支队登陆一小时后开始登陆，并在其左翼向片冈海军基地实施进攻。若日军抵抗微弱，也可择机从岛西北的别飞沼登陆，协同先遣支队夹攻片冈[15][16]。
- 主力第二梯队：由步兵第101师副师长彼·阿·阿尔丘申（Пётр Алексеевич Артюшин）上校指挥，编有步兵第373团、炮兵第279团主力和海军步兵一个连。梯队计划于18日2时在主力第一梯队左翼上陆，支援其向片冈方向进攻。[15]若日军抵抗微弱，也可择机于幌筵岛东北部登陆，直取柏原海军基地[16]。
- 佯攻支队：由堪察加防区司令部作战科副科长列·格·拉杜扎诺夫（Леонид Георгиевич Радужанов）少校指挥，编有两个冲锋枪连、一个反坦克步枪排、一个工兵班和一个防化兵班。支队计划于18日2时在岛东南部的中川湾进行佯动登陆，混淆真正的登陆地点，并伺机从东南方向片冈实施进攻[15]。后因天气限制，佯攻临时取消，该支队并入主力第一梯队登陆[17]。

登陆舰队由彼得罗巴甫洛夫斯克海军基地司令德·格·波诺马廖夫海军上校指挥，下辖舰艇64艘，分为运输、警戒、扫雷和炮火支援四个中队。登陆部队的空中掩护由混成航空兵第128师（飞机42架）和边防军海上轰炸航空兵独立第2团担任。基洛夫号和捷尔任斯基号巡逻舰（各102毫米舰炮三门）、鄂霍茨克号布雷舰（130毫米舰炮三门、76毫米高射炮两门）和洛帕特卡角的海岸炮兵第945连（130毫米岸防炮四门）将为登陆提供火力准备。堪察加防区司令阿·罗·格涅奇科少将作为登陆战役指挥官负责战役的具体准备和实施。
苏军的备战工作极为仓促，即便方面军和舰队司令随后批准推迟作战一昼夜，留给堪察加防区的时间仍仅有约36小时。苏军后勤被迫征调彼得罗巴甫洛夫斯克的社会车辆，将物资器材囫囵塞进船舱内，这为日后卸载武器弹药制造了困难。由于时间有限，登陆部队和舰艇人员没有进行专门的训练，更加依赖指挥部确保部队指挥，诸兵种协同和战斗保障。 为此，格涅奇科分别在Tsh-334号扫雷艇和洛帕特卡角设立了主副两处指挥所，并备足了无线电电台。苏军从16日16时开始登船，至18时所有部队和物资上船完毕。登陆舰队于当晚21时驶出阿瓦恰湾码头，在停泊场整队下锚，等待出击命令。

### 日军作战准备

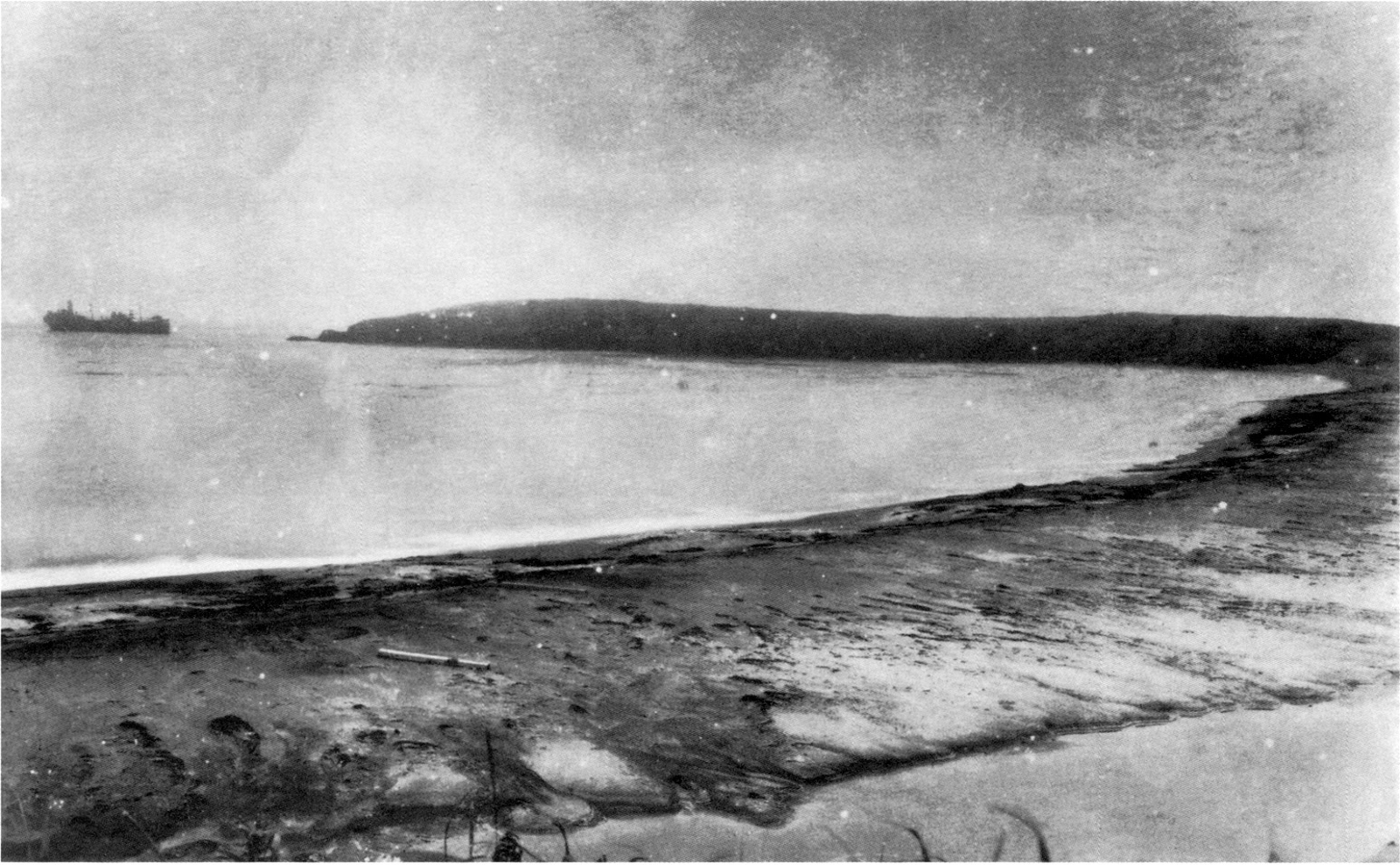
苏军预定登陆场竹田滨，远处可见触礁的苏联油轮马利乌波尔号

千岛、桦太和北海道的守军由坐镇札幌的第5方面军司令樋口季一郎中将统率。自1943年阿留申战役失败后，占守岛便成为日本北方战线的桥头堡，兵力日益加强。1944年下旬，北千岛的守备兵力一度将近五万人，随后因防守重心转变，兵力不断向本土抽调。至1945年8月，北千岛尚余的守备力量以堤不夹贵中将的第91师团旗下两个旅团为主，其中杉野严少将的步兵第73旅团驻扎占守岛，佐藤政治少将的步兵第74旅团驻守幌筵岛，每个旅团下辖五个独立步兵大队。1944年开春，关东军的战车第11联队也从满洲调来增援，加上海军警备队的两栖坦克，北千岛守军共配有坦克74辆。岛上设有三处机场和一处水上飞机基地，最多可驻扎五到六个战队规模的航空兵力，但至1945年8月时，岛上仅余四架一式战斗机和四架九七式舰上攻击机，分属陆军飞行第54战队和海军北东航空队北千岛派遣队。根据塞班岛战役的教训，日军放弃了以往的滩头阻击，改用纵深防御的战术原则：占守岛上的八千五百名兵力在岛西侧海峡沿岸构筑主要阵地，仅留一个步兵大队在岛东北部的四岭山地域内伺机游击。该防区的独立支撑点相互沟通，一旦登陆部队占领海岸，部队可退往该岛纵深，依托密布全岛的据点将敌人拖入持久战，达到消耗有生力量的目的。如有必要，幌筵岛东北的驻军可随时渡海增援，届时占守岛总兵力将迅速增至两万三千人。
8月15日，占守岛驻军收听到了裕仁天皇宣读的《终战诏书》，并于次日接到了第5方面军发来的单方面停火令“大陆命第1382号”：“立刻停止一切战斗行为，但迫不得已时可采取自卫行动，18日16时起彻底停战。”堤据此作出指示：切忌轻举妄动，等待军使前来谈判；敌军若登陆上岸，原则上不进行战斗。各部队随即停止修建工事，毁弃化学武器在内的各式武器装备，并向士兵分发了点心和新衣，着手准备复员工作。
此时日军已经察觉到了苏方的一些异常举动。从8月15日起，洛帕特卡角炮台已对占守岛进行了三天的断续射击，17日还炮击了在该岛海域触礁的苏联油轮马利乌波尔号；瞭望所也发现堪察加半岛东岸有许多小型舰艇在移动；并有苏联飞机进出占守岛上空。起初日军师部认为停战在即，苏军驻堪察加兵力又不足以实施进攻，因此并未引起进一步重视。但第5方面军司令却对上述征兆有所顾虑，于是到了17日深夜，堤向部分部队下达了战备命令，独立步兵第282大队在敌军可能登陆的竹田滨地带部署了三门速射炮、三门步兵炮、四门迫击炮和两门野戰炮。

### 作战序列
| 苏军 - 陆军 - 堪察加防区（阿·罗·格涅奇科少将） - 步兵第101师（波·伊·季亚科夫少将） - 步兵第138团（康·德·梅尔库里耶夫中校） - 步兵第302团（谢·伊·戈沃罗夫中校） - 步兵第373团（韦·吉·古拜杜林中校） - 炮兵第279团（阿·康·塔拉索夫中校） - 炮兵第428团（伊·雅·皮罗戈夫中校） - 独立反坦克歼击炮兵第169营（斯·阿·萨武什金中尉） - 独立工兵第119营（斯·米·日林少校） - 独立防化兵第38连（伊·米·阿夫杰耶夫高级中尉） - 步兵第198团（伊·米·菲利莫诺夫中校）（预备队） - 独立步兵第7营（瓦·彼·哲兰诺夫上尉）（预备队） - 独立炮兵第367营（伊·德·博加丘克少校）（预备队） - 海军 - 彼得罗巴甫洛夫斯克海军基地（德·格·波诺马廖夫海军上校） - 运输中队（格·维·鲍戈罗茨基海军中校）：北方号供应舰、水文观测船2艘、运输船14艘、登陆舰16艘、汽艇2艘、快艇4艘 - 警戒中队（伊·马·斯基巴海军少校）：护卫艇8艘 - 扫雷中队（彼·帕·奥列尼伊克海军大尉）：扫雷艇4艘 - 炮火支援中队（伊·德·西佐夫海军少校）：巡逻舰基洛夫号、捷尔任斯基号；布雷舰鄂霍茨克号 - 海岸炮兵第945连（谢·伊·索克柳克海军上尉）：130毫米岸防炮四门 - 海军步兵营（蒂·阿·波奇塔列夫少校） - 边防军海上第60“堪察加”支队（费·谢·特鲁申上校） - 航空兵 - 空军混成航空兵第128师（米·阿·叶列明中校） - 歼击航空兵第888团（帕·瓦·斯涅萨少校）：美制P-63战斗机 - 歼击航空兵第410团（格·瓦·安德里亚诺夫少校）：美制P-63战斗机 - 轰炸航空兵第903团（康·特·沙波瓦洛夫少校）：美制A-20轰炸机 - 边防军海上轰炸航空兵独立第2团（维·亚·巴尔亚斯尼科夫中校）：MBR-2飞行艇6架 |

| 日军 - 陆军 - 第91师团（堤不夹贵中将） - 步兵第73旅团（杉野严少将） - 独立步兵第282大队（村上则重少佐） - 独立步兵第283大队（竹下三代二少佐） - 独立步兵第284大队（野口谷五郎少佐） - 独立步兵第286大队（樱井瑎介大佐） - 独立步兵第287大队（高桥石枩少佐） - 步兵第74旅团（佐藤政治少将） - 独立步兵第288大队（桥口俊成少佐） - 独立步兵第289大队（山田德藏少佐） - 独立步兵第291大队（浅井秀雄大尉） - 独立步兵第292大队（吉田忠信少佐） - 独立步兵第293大队（菽田正外少佐） - 战车第11联队（池田末男大佐）：队部辖九七式中戰車改2辆、九五式輕戰車1辆 - 第一中队（船水达夫大尉）：九七式改4辆、九七式中戰車4辆、九五式3辆 - 第二中队（宫家仪大尉）：九七式改4辆、九七式5辆、九五式2辆 - 第三中队（藤井和夫大尉）：九七式改4辆、九七式4辆、九五式3辆 - 第四中队（伊藤力男大尉）：九五式11辆 - 第五中队（古泽薰中尉）：九七式改4辆、九七式4辆、九五式2辆 - 第六中队（小宫要大尉）：九七式改2辆、九七式2辆、九五式3辆 - 速射炮队（田口英男少佐）：三个炮兵中队，47毫米速射炮18门 - 第一炮兵队（加濑谷陆男中佐）：八个山炮中队、三个野战炮中队 - 第二炮兵队（坂口元男中佐）：两个重炮中队、四个加农炮中队、三个榴弹炮中队 - 工兵队（小针通少佐）：三个工兵中队 - 防空队（铃木村治大佐）：一个半高射炮大队、三个探照灯中队 - 海军 - 占守通信队（伊藤春树中佐） - 第51警备队（佐藤公明大尉）：特二式内火艇10辆 - 航空兵 - 陆军飞行第54战队（岩濑䅆少尉）：一式战斗机四架 - 海军北东航空队北千岛派遣队（喜多和平大尉）：九七式舰上攻击机四架 |

## 战斗经过

### 苏军登陆

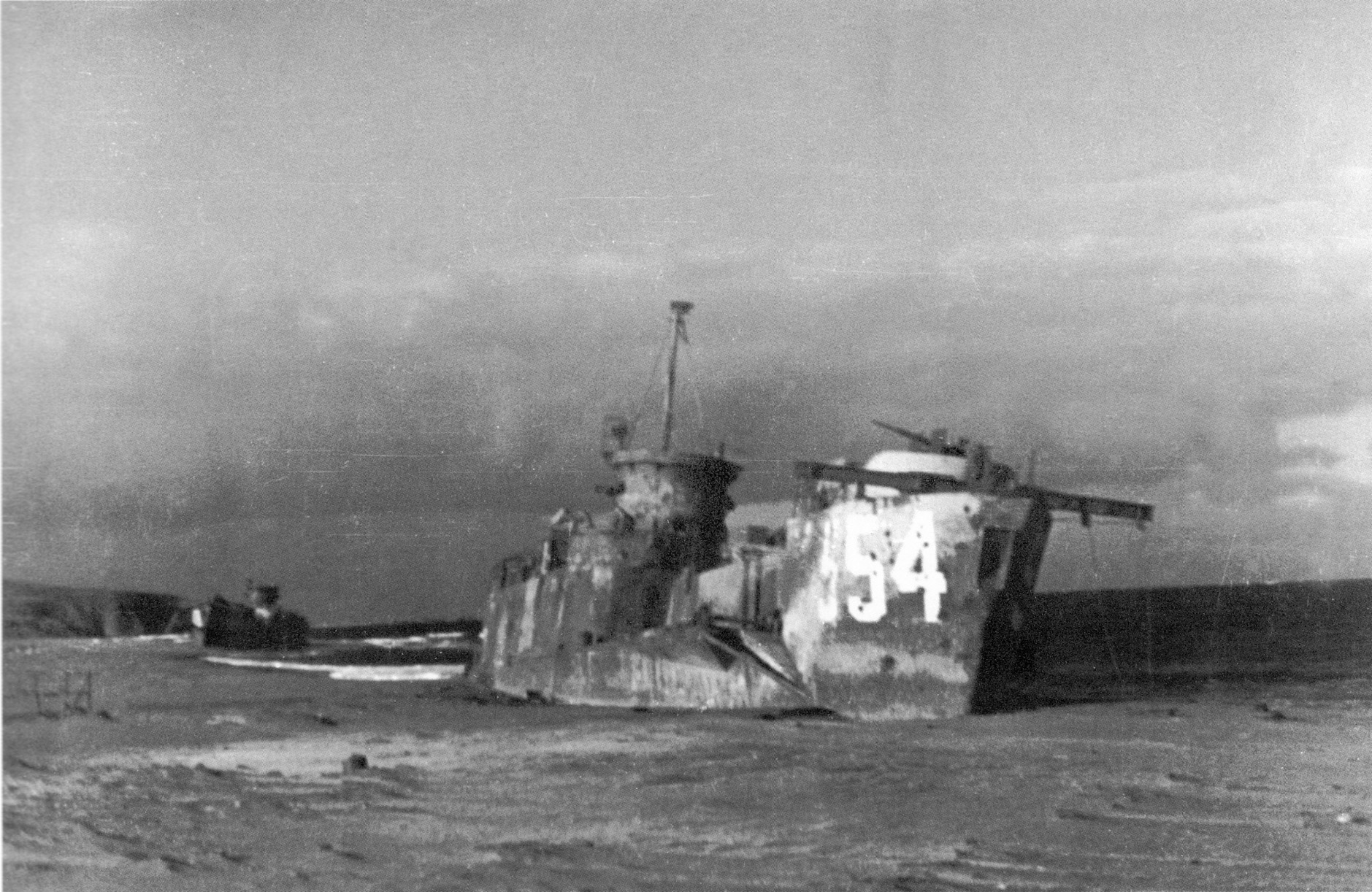
在滩头重创搁浅的苏军登陆舰。参战登陆舰均为美制，经美苏合作项目“草裙舞计划”获得

8月17日清晨5时，苏军舰艇依次起锚出航，在浓雾中向170海里（315）外的占守岛进发。船只间保持着严格的无线电静默，仅通过旗语和发光信号保持联络。18日凌晨4时06分许，洛帕特卡角的海岸炮兵第945连开始对占守岛登陆场进行急袭射击，熟睡中的日军士兵纷纷被炮声惊醒。4时22分，苏军抵达登陆地点。由于超载吃水过深，登陆舰艇被迫停靠在离岸100至150米的海面，由士兵自行跳入两米深的水中泅渡上岸。
先遣支队在上岸不久与防守竹田滨的日军独立步兵第282大队遭遇，大队长村上则重少佐一时无法断定登陆部队的国籍，但他认为军使不可能在炮火掩护下于半夜强行登陆，于是便根据方面军“迫不得已时可采取自卫行动”的命令，下令开火抵抗。借助浓雾的掩护，先遣支队于5时完成了登陆，随后绕过沿岸工事，径直向岛的纵深穿插，一度进展顺利。但在先遣支队登陆期间，支援舰队违反命令，擅自向敌阵地开火射击，过早暴露了己方舰队的方位。到了5时30分，当步兵第138团为主的主力第一梯队准备靠岸登陆时，位于国端崎和小泊崎沿岸的日军火力点突然向其猛烈开火。训练有素的炮垒精度很高，射程覆盖整片海滩，两艘登陆舰艇顿时中弹起火、三艘被重创、另有数艘因舵机失灵成为炮兵的固定靶，船载的弹药开始爆炸。全副武装的苏军士兵被迫冒着炮火跳海逃生，许多人就此被浪潮卷入鄂霍茨克海，仅步兵第138团就有200余人溺死，且几乎所有无线电台均浸水损坏，导致指挥部与上岸部队间联络中断。直到8时30分，支援舰队才得以摧毁马利乌波尔号上的炮台，但对其他火力点由于缺乏观测手段，射击效果仍不理想。
沿岸火力点的抵抗迟滞了苏军的行动，主力第一梯队的登陆持续了两个半小时，且士兵仅携带轻武器上岸，野戰炮等重武器仍留在运输船内。由于步兵第138团团长梅尔库里耶夫中校及团指挥部被困在受损的船上，主力第一梯队实际上已失去指挥。该团的分队也没有清除国端崎和小泊崎的火力点，而是紧随先遣支队冲向内陆。鉴于日军顽抗，苏军被迫放弃分兵上陆的既定方案，将所有兵力集中于竹田滨。上午9时，主力第二梯队开始登陆，同样遭到了交叉火力的阻击，三艘登陆舰和一艘护卫艇在战斗中被击沉，八艘登陆舰遭重创，临近正午兵员仍未全部上岸。与此同时，先遣支队已挺进至主要防御带四岭山北麓，但随后遭日军重火力遏止。登陆分队既无手段炸毁炮垒，又得不到海军舰艇和航空兵的有效支援，战况急剧恶化。

### 第91师团的反击
黎明时分，不明敌军在竹田滨登陆的消息传到了位于幌筵岛的第91师团司令部。第5方面军司令樋口中将闻讯指示：“坚决反击，粉碎敌登陆部队。”堤师团长亟命战车第11联队配合工兵两个中队向国端崎实施反冲击，乘敌立足未稳前将其歼灭。联队长池田末男大佐于是派出一个战车中队进行武装侦察，同时调集其余部队从驻屯地出发，向距国端崎14千米的天神山集结。上午9时许，池田亲率两个中队由天神山前出至四岭山南麓，此时苏军先遣支队几乎已由北麓登上山顶。见登陆兵人数有限且无反坦克武器，池田当即转入反攻，30余辆的坦克集群以横列向苏军步兵发起了正面突击，配合阵地内独立步兵第282大队的步兵，在高射炮的直射支援下将苏军赶下了高地。不久，先遣支队通过仅存的一台完好的无线电台与司令部重建联络，指挥舰炮对四岭山密集轰击，进攻取得了短暂的进展。不过，苏军始终难以压制高地的火力点，日军也因坦克弹药耗尽无法给与苏军决定性打击。整个18日上午，四岭山维持着激烈的拉锯战状态。
上午8时，天气稍有好转，日军派出两架九七式舰上攻击机在陆军战斗机护航下攻击了千岛第一海峡上的苏军舰艇。中午时分，日机再度出动对逼近片冈湾的登陆舰队进行袭扰，其中一架在轰炸Tsh-525号扫雷艇后被防空火力击伤，随即冲向KT-152号扫雷艇，将其撞沉。这是第二次世界大战最后一次成功的神风自杀攻击。当天，日机还袭击了位于登陆场和洛帕特卡角的非武装船只和浮动器材，合计报称击沉海防舰两艘、运输船一艘，击伤运输船四艘。下午，苏军飞机也参加了战斗，分批对片冈和柏原的海军基地实施了轰炸和强击，但由于气象条件限制，依然无法给予情势危急的登陆地域直接支援。
进入下午，池田联队得到了两个战车中队的补充，再次向登陆队发起进攻。日军步兵约两个中队在约40辆坦克的掩护下，从四岭山南麓实施反冲击，意在分割登陆队兵力并予以各个歼灭。然而此时，苏军主力第一、第二梯队各分队已分别赶到战区与先遣支队汇合，并向该方向集中增派了反坦克火力。当日军翻过山棱线冲进浓雾弥漫的阵地时，遭到了一百挺反坦克步枪和四门45毫米反坦克炮的迎头痛击，坦克接连中弹，燃烧起火。苏军士兵表现出极其高昂的进攻斗志，不惜扑到火力点的枪口上，或者手持集束手榴弹钻到坦克底下，与其同归于尽。经过两个小时的白刃戰，日军的反击被彻底瓦解，战车第11联队在损失27辆坦克和96人后被迫后撤，在四岭山西南侧转入防御。当时日本车长习惯从车内探出身来指挥，因此伤亡尤其惨重：六名战车中队长中仅伊藤力男大尉一人生还，池田本人在率部冲锋时当场阵亡。
为打破四岭山战斗的僵局，步兵第73旅团司令杉野少将从岛东侧难以登陆的沼尻和西南侧的及川分别调来独立步兵第283、293大队和旅团预备队，火速向国端崎方向集中。第283大队于午前抵达战区，配合先前参战的战车联队从苏军手中夺回了四岭山北坡。当天下午，独立步兵第286、293大队、从幌筵岛赶来的独立步兵第288大队及第91师团第一炮兵队两个中队先后投入战斗，分别在独立步兵第283大队左翼和后方展开。至此，日军在登陆部队正面共集结了五个步兵大队以上的兵力。与此同时，第91师团主力继续从幌筵岛向占守岛集中：第74旅团麾下独立步兵第289、292大队于18日中午奉命渡海增援，并分别于当日傍晚和19至20日抵达。步兵第74旅团司令部也准备一并转移至前线，企图联合两个旅团兵力将苏军一举歼灭。

### 停火至投降
18日当天，日军卫戍部队积极组织防守力量，将后续援兵陆续投入战场，登陆苏军被赶下海似乎已是时间问题。不料就在交战正酣的下午，第91师团收到了第5方面军“停止战斗，转入自卫行动”的命令，只得依方面军命令单方面停火，开始派遣军使，着手停战谈判事宜。借此机会，苏军步兵在舰炮和炮台的支援下重新展开进攻，夺取多处要地，于傍晚冲上四岭山南坡，确保了一块正面长4千米，纵深5至6千米的登陆场。 
当天下午，日军派出师部军官长岛厚大尉作为军使领队前往苏军阵地，要求以当前阵线为界立刻停战。此时零星交火仍在部分地区持续，使团在穿越战场途中不时受到射击。但当军使抵达苏军司令部后，对方却不相信长岛的军使身份，将他拘捕起来，直到主力第二梯队指挥官阿尔丘申上校出面才终于建立了接触。根据苏方要求，步兵第73旅团长杉野少将和第91师团参谋长柳冈武大佐亲自担任军使，在19日下午同格涅奇科少将开始了正式谈判。除立刻停战外，苏方还要求日军就地缴械、集中就俘，日方代表为打开局面予以了允诺。但堤闻讯拒绝让步，命柳冈次日前去重新谈判。苏军则认为双方已就停战达成一致，开始着手实施进占千岛群岛的下一步行动——19日上午，特别组织的突击队终于摧毁了国端崎和小泊崎的火力据点，运输船得以靠岸，卸载重炮和运载车辆，至19日下午完成了所有兵员兵器的登陆工作。格涅奇科另拟于8月20日前调航空兵一个团进驻片冈机场，并派舰艇占领片冈海军基地，以便将部分兵力接往幌筵岛和温祢古丹岛。
8月20日清晨，由鄂霍茨克号布雷舰、基洛夫号和捷尔任斯基号巡逻舰、Tsh-525号扫雷艇、普加乔夫号运输船和极地号测量船组成的一支苏联舰队驶入占守岛和幌筵岛之间的千岛第二海峡，准备占领片冈湾。当舰队接近海峡时，约定为其引航的日本引水员没有出现，于是苏军准备自行入港。此时，位于占守岛潮见崎炮台的日本海军第51警备队突然以76毫米高射炮开火射击，两架九七式舰上攻击机也飞临苏舰上空进行威吓。苏军舰队立刻还击，但被日军精确密集的炮火压制，被迫一边施放烟幕一边转舵撤退。交战过程中基洛夫号和鄂霍茨克号遭到重创，后者中弹两发，两人丧生、13人负伤，舰上的操舵机构、中央照明系统和电传令器均被打坏。各舰于上午撤回千岛第一海峡。

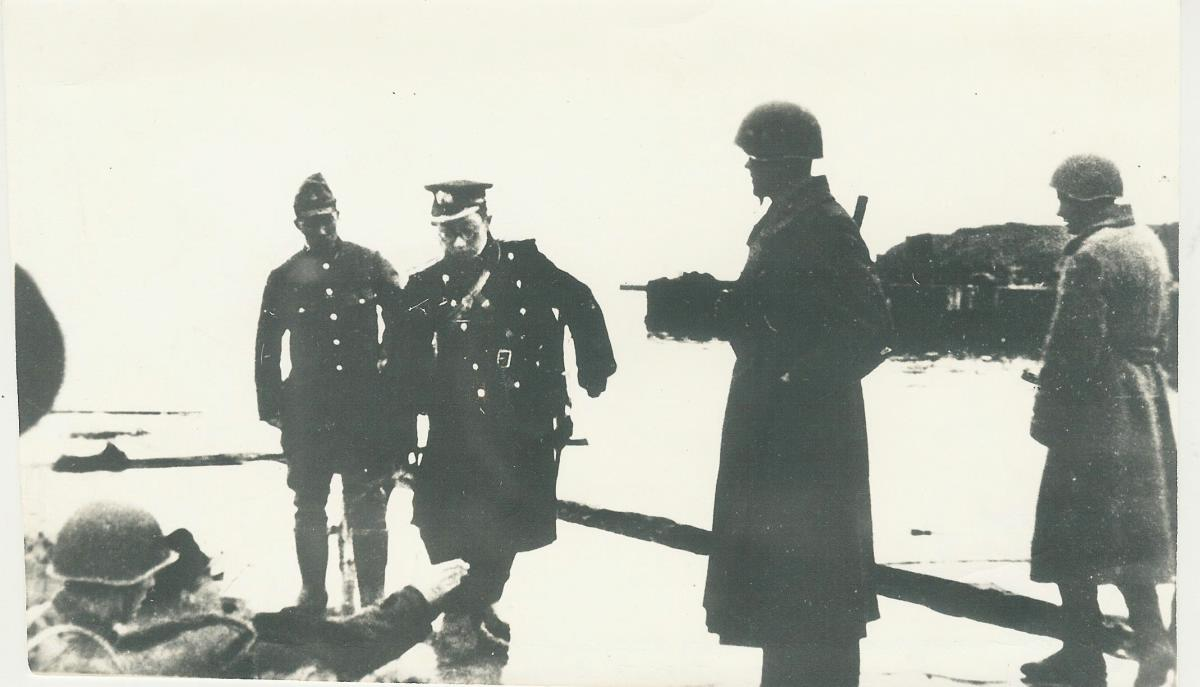
堤不夹贵中将前来苏军阵地签署降书

苏联方面将此次炮击视为日军背信弃义的挑衅行为，决定对占守岛和幌筵岛发动总攻。登陆指挥部扣留了再次前来谈判的军使，重新安排了各部队分队的部署，调集炮兵和航空兵，作好了实施决定性进攻的准备。眼看形势越发不利，堤一度重新下达战备命令，企图于8月21日晨和苏军决一死战。然而樋口担心，此举或将危及关东军与远东苏军总司令华西列夫斯基元帅在19日达成的停战协议，急令堤中止总攻，按苏方意思行事。21日清晨，格涅奇科通过代表向日军下达了缴械投降的最后通牒，于当晚得到了同意的回复。双方的战斗行动至此结束。8月23日中午，堤及随从人员的陪同下来到苏军旗舰基洛夫号上会见格涅奇科，并签署了投降文书。当天，占守岛守军一万两千名列队集合于岛南部的三好野机场，在苏军的监视下被解除了武装。下午，步兵第101师先遣支队开入片冈，在港口上空升起了苏联海军军旗。25日，第91师团向第5方面军发电，称解除武装手续已于24日傍晚完成，各项事宜正在以友好的氛围中顺利进行。这是第5方面军最后一次收到来自北千岛的消息。

## 后续

### 战役总结

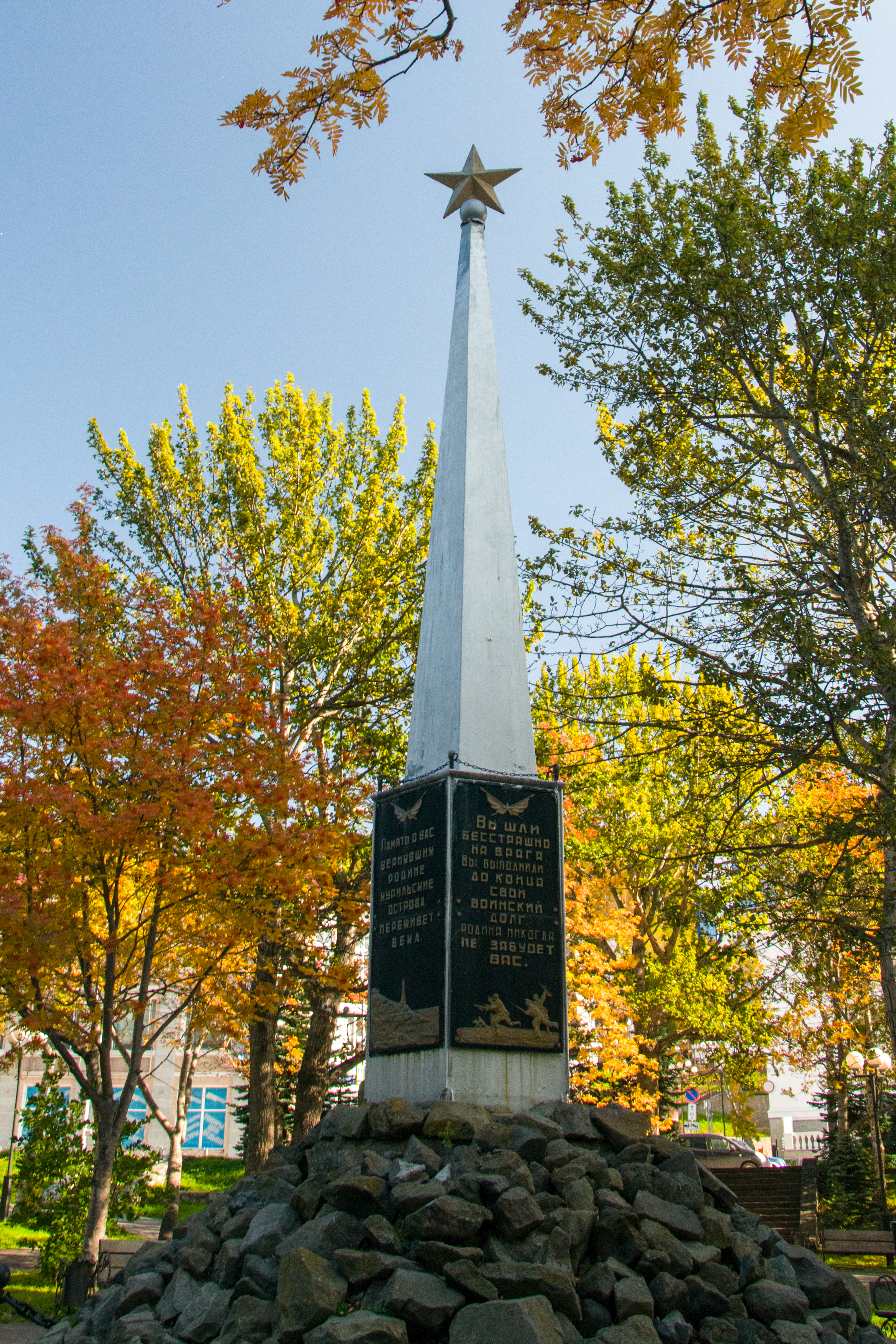
堪察加彼得罗巴甫洛夫斯克市内的千岛群岛纪念方尖碑

苏联在官方历史中承认：“占守岛实际设防之强，超出了我方预想……这座岛已经化为了一座名副其实的要塞”、“登陆战役是在日本卫戍部队的疯狂反抗中进行的……在沿岸地区没有占领登陆场就向该岛纵深进攻，是先遣队所犯的一个战术错误”。日军的炮火持续不断，滩头又缺乏任何辅助设施，令苏军的强行登陆倍加艰难，导致本战役成为1945年8月的苏日战争中，唯一一场苏军伤亡超过日军的战役。根据苏联时期公布的数字，在18~23日的战斗中，苏军共歼灭日军1,018人（击毙369人），俘虏将军1名、军官525人、士兵11,700人，缴获马匹55匹、步枪7,420支、轻机枪214挺、重机枪123挺、高射机枪30挺、加农炮40门、榴弹炮17门、高射炮9门；自身损失1,567人，其中416人阵亡（将校48人、下级军官95人、士兵及水手273人，死于医院者不计）、123人失踪（大多在登陆时溺亡）；另据俄联邦安全局中央边境档案馆资料，也有阵亡人数1,022人的记载。日方的战果及伤亡情况目前尚无确切统计，日本官方初步认定消灭苏军约3,000人，自身死伤约600人，损失野战炮两门、105毫米加农炮一门、150毫米加农炮一门、高射炮一门、坦克十余辆。双方阵亡士兵的遗体于同年9月中旬由日军在苏军监督下予以收殓埋葬。

### 攻占全千岛
8月19日，当激战尚在占守岛上进行时，苏联太平洋艦隊司令部向堪察加防区布置了下一步的作战任务，限其于8月25日前占领希穆希尔岛（新知岛）以北所有千岛群岛其他岛屿。8月23日，随着第91师团的投降，苏军各登陆部队开始陆续登船，向占守岛以南各岛进发。23日至24日，步兵第198团和独立步兵第7营在幌筵岛西北部和东北部登陆，守岛日军未予抵抗，全部缴械投降。25日，彼得罗巴甫洛夫斯克海军基地的船只携堪察加防区部队分两路南下，一路于当天占领了温祢古丹岛、舍子古丹岛和春牟古丹岛，另一路于当天在松轮岛上陆，向驻守该岛的独立混成第41联队长上田美憲大佐提出了投降命令，解除了近四千名守备部队的武装，并于次日占领了新知岛。完成受领的任务后，格涅奇科趁势继续南下，于8月29日率主力登陆得抚岛，与守备司令独立混成第129旅团长仁保进少将商定投降手续。8月31日，独立混成第129旅团在岛东北端的见岛湾集合，被集中解除了武装。堪察加防区和彼得罗巴甫洛夫斯克海军基地的军事行动告一段落。
与此同时，苏联对南库页岛的军事行动也已接近尾声。苏军各部开始向新占领的各日本港口集结，准备以此为跳板对北海道实施登陆。但因杜鲁门回信严词拒绝苏占北海道的提议，苏军最高统帅部在企图及行动上作出了相应调整。8月22日，华西列夫斯基元帅电令尼·格·库兹涅佐夫海军元帅和尤馬舍夫海军上将：无限期搁置北海道登陆作战，原定用于该行动的步兵第87军转进南千岛群岛。8月28日，苏军登陆择捉岛；9月1日，登陆国后岛和色丹岛；9月3日，开始向齿舞群岛登陆，并于9月5日完成，防守南千岛群岛的第89师团约两万人全部被俘。至此，苏联兵不血刃地完成了对占守岛以南全千岛群岛的占领。

### 对日俘的处置
缴械投降后的日军战俘由苏军按千人为单位重新编成十四个劳动大队，在完成打扫战场等工作后，于1945年10月至1946年1月分批登船运送出岛。俘虏被告知将被送回日本，实则押往位于远东马加丹、伯力、雅兰苏、阿尔乔姆、海参崴、伏罗希洛夫、伊曼、堪察加彼得罗巴甫洛夫斯克等地的劳改营，在苏内务人民委员部远东建设总局的监督下从事煤矿开采、森林采伐、城市建设等苦力劳动。其中以原独立步兵第282和283大队为主的劳动大队共四千人前往的马加丹和科雷马劳改营条件尤为恶劣，被许多日俘认为是对上述部队在占守岛战役中重创苏军的报复。日俘遣返工作从1947年10月开始，至1950年4月基本完毕，大部分俘虏在苏联度过了四年的劳改生活。
战役爆发时，北千岛尚留有约两千名日本平民，多为日鲁渔业罐头厂的工人。8月19日下午，卫戍部队趁战局稳定，调动二十余艘渔船向北海道疏散了其中的女工五百人，另有少数工人及岛民靠自身力量逃出。日军投降后，留下的一千六百余名工人在苏联管理下继续工作，1947年经霍尔姆斯克（原真岡）遣送回国。

## 意义及影响
苏联将占守岛战役视为收复俄国固有领土的战斗，苏军的胜利将占守岛从日本觊觎堪察加半岛的跳板和封锁苏联海军进入太平洋的路障，一举转为苏联拱卫鄂霍茨克海的东南屏障和海军东进大洋的前哨阵地。而在日本看来，占守岛登陆行动是苏联趁日本战败投降之机攫取领土的不法入侵，驻岛日军以其顽强抵抗阻滞了苏军南下占领千岛群岛的进度，打乱了苏联登陆北海道的既定安排，客观上为美国单独占领日本创造了条件，从而避免了日本如德国或朝鲜半岛般分裂为两个敌对国家的局面。下达反击命令的樋口中声称此战是“维护当今日本秩序和格局的一战”。

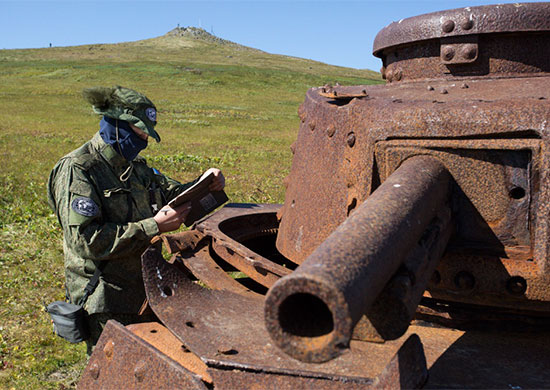
2015年俄国防部考察占守岛期间，考察队员正在检视一辆日军坦克残骸

苏日两国战后均表达了对战役的纪念。为表彰攻克占守岛的功绩，格涅奇科少将以下九人获得“苏联英雄”称号（其中独立反坦克歼击炮兵第169营营长萨武什金以下三人追授），战役中功勋卓著的兵团、部队和舰艇被授予“千岛”荣誉称号。四岭山上建有苏军阵亡将士纪念碑，在堪察加彼得罗巴甫洛夫斯克市内立有千岛群岛登陆纪念方尖碑。日本则在护国神社内为日军树立了“北千岛慰灵碑”、“士魂碑”等纪念碑，并将防卫北海道的陆上自卫队第11旅团第11战车队命名为“士魂大队”，以示战车第11联队的精神延续。

由于地处偏远、人迹罕至，当年日军遗留下的坦克、大炮、机库等残骸至今仍孑立于占守岛的高山草甸中，时间仿佛定格在七十余年前的交战当天。1995年第二次世界大战结束五十周年之际，日本厚生省首次派遣老兵、遗属及政府代表等约五十人登上占守岛，在原战场进行了追悼仪式和阵亡士兵遗骸调查工作。同年起，俄罗斯也开始对占守岛开展考察，其间发掘出土的苏军遗骸被重新安葬在北库里尔斯克，日军遗骸则运往库页岛，经领事馆代表归还遗属。从1990年代至2010年代，俄国考察队分批回收并修复了岛上部分坦克和飞机残骸，现陈列于莫斯科卫国战争中央博物馆和南萨哈林斯克萨哈林州乡土博物馆。

### 引用
1. 1 2  戦史叢書 (1971)，第582頁.
2. 1 2 3 4 5  Славинский (1993)，第120-121頁.
3. 1 2  井澗裕 (2011)，第35頁.
4. 1 2 3 4  戦史叢書 (1971)，第581頁.
5. ↑  第二次世界大战史 (1989)，第44-47頁.
6. ↑  Славинский (1993)，第62頁.
7. ↑  Славинский (1993)，第64-66頁.
8. ↑  Славинский (1993)，第86-87頁.
9. ↑  井澗裕 (2011)，第37頁.
10. ↑  扎哈罗夫 (1977)，第276-277頁.
11. ↑  吉田嗣延 (1978)，第21, 27-28, 75頁.
12. ↑  吉田嗣延 (1978)，第29頁.
13. ↑  Славинский (1993)，第90-91頁.
14. ↑  第二次世界大战史 (1989)，第505-506頁.
15. 1 2 3 4  扎哈罗夫 (1978)，第227頁.
16. 1 2  Славинский (1993)，第100頁.
17. ↑  Славинский (1993)，第107頁.
18. ↑  Славинский (1993)，第98-103頁.
19. ↑  扎哈罗夫 (1978)，第227-228頁.
20. 1 2  扎哈罗夫 (1977)，第278-280頁.
21. ↑  扎哈罗夫 (1977)，第278頁.
22. ↑  Славинский (1993)，第97-98頁.
23. ↑  Славинский (1993)，第105頁.
24. ↑  扎哈罗夫 (1978)，第228頁.
25. ↑  戦史叢書 (1971)，第278-279頁.
26. ↑  池田誠 (1997)，第199-200頁.
27. ↑  戦史叢書 (1971)，第282頁.
28. ↑  戦史叢書 (1971)，第279, 572頁.
29. ↑  戦史叢書 (1971)，第279頁.
30. ↑  中山隆志 (1995)，第63頁.
31. ↑  Славинский (1993)，第92頁.
32. ↑  井澗裕 (2011)，第39-40頁.
33. ↑  井澗裕 (2011)，第40-41頁.
34. ↑  中山隆志 (1995)，第173頁.
35. ↑  戦史叢書 (1971)，第555頁.
36. ↑  扎哈罗夫 (1977)，第282頁.
37. ↑  Акшинский (1984)，第20頁.
38. ↑  扎哈罗夫 (1977)，第284頁.
39. 1 2  戦史叢書 (1971)，第558-559頁.
40. 1 2  第二次世界大战史 (1989)，第509頁.
41. ↑  井澗裕 (2011)，第44-45頁.
42. ↑  中山隆志 (1995)，第180-181頁.
43. ↑  Славинский (1993)，第18-20, 30-31, 69-70, 131頁.
44. ↑  Смышляев (2019).
45. ↑  Котельников (2002)，第53頁.
46. ↑  戦史叢書 (1971)，附表二.
47. ↑  池田誠 (1995)，第180-183頁.
48. ↑  中山隆志 (1995)，第170頁.
49. 1 2  相原秀起 (2017)，第二章.
50. ↑  扎哈罗夫 (1978)，第229頁.
51. ↑  扎哈罗夫 (1978)，第232頁.
52. ↑  戦史叢書 (1971)，第561頁.
53. ↑  Славинский (1993)，第108頁.
54. ↑  戦史叢書 (1971)，第562頁.
55. ↑  中山隆志 (1995)，第182頁.
56. 1 2  Славинский (1993)，第109-110頁.
57. ↑  Пашолок (2012a)，第121頁.
58. ↑  中山隆志 (1995)，第184-185頁.
59. ↑  Славинский (1993)，第110-112頁.
60. 1 2  第二次世界大战史 (1989)，第510頁.
61. ↑  戦史叢書 (1971)，第567-569頁.
62. ↑  中山隆志 (1995)，第187頁.
63. ↑  扎哈罗夫 (1977)，第281-282頁.
64. ↑  戦史叢書 (1971)，第572-573頁.
65. ↑  Иванов (2001)，第402頁.
66. ↑  Glantz (2003)，第283頁.
67. ↑  肥田真幸 (2014)，第177頁.
68. ↑  Акшинский (1984)，第83頁.
69. ↑  池田誠 (1997)，第207頁.
70. ↑  Славинский (1993)，第115頁.
71. ↑  扎哈罗夫 (1978)，第288頁.
72. ↑  扎哈罗夫 (1977)，第288-290頁.
73. ↑  戦史叢書 (1971)，第569頁.
74. ↑  中山隆志 (1995)，第188頁.
75. ↑  相原秀起 (2017)，第三章.
76. ↑  中山隆志 (1995)，第188-189, 191頁.
77. ↑  井澗裕 (2011)，第48頁.
78. ↑  Hasegawa (2005)，第262頁.
79. ↑  中山隆志 (1995)，第191-192頁.
80. ↑  Славинский (1993)，第116頁.
81. ↑  中山隆志 (1995)，第192頁.
82. ↑  池田誠 (1997)，第235頁.
83. ↑  中山隆志 (1995)，第194頁.
84. ↑  扎哈罗夫 (1978)，第247頁.
85. ↑  中山隆志 (1995)，第195頁.
86. ↑  Славинский (1993)，第116-118頁.
87. 1 2  Славинский (1993)，第118-119頁.
88. ↑  戦史叢書 (1971)，第578頁.
89. ↑  扎哈罗夫 (1977)，第292-294頁.
90. ↑  扎哈罗夫 (1978)，第248頁.
91. ↑  Славинский (1993)，第120頁.
92. ↑  扎哈罗夫 (1978)，第250-251頁.
93. ↑  中山隆志 (1995)，第198-199頁.
94. ↑  扎哈罗夫 (1977)，第287頁.
95. ↑  Акшинский (1984)，第130, 145頁.
96. ↑  Самарин (2015)，第3頁.
97. ↑  長勢了治 (2018)，第40頁.
98. ↑  Славинский (1993)，第124-141頁.
99. ↑  Славинский (1993)，第75-79, 143-157頁.
100. ↑  長勢了治 (2018)，第40-44, 73-74, 213頁.
101. ↑  長勢了治 (2018)，第131-135頁.
102. ↑  扎哈罗夫 (1977)，第295頁.
103. ↑  扎哈罗夫 (1978)，第252頁.
104. ↑  池田誠 (1997)，第213-214頁.
105. ↑  早坂隆 (2015).
106. ↑  Славинский (1993)，第121頁.
107. ↑  相原秀起 (2017)，第一章.
108. ↑  池田誠 (1997)，第62-63頁.
109. ↑  РИА Новости (2017).
110. ↑  相原秀起 (2017)，第六章.
111. ↑  Пашолок (2012b)，第34-40頁.

### 书籍
-{
- 〔日〕吉田嗣延等. . 吉林师范大学外国问题研究所日本研究室编译. 上海译文出版社. 1978. OCLC 866250084 （中文）.
- 〔苏〕В. И. 阿奇卡索夫; Г. К. 普洛特尼科夫 (编). . 上海译文出版社. 1989. ISBN 7-5327-0387-8 （中文）.
- 〔苏〕С. Е. 扎哈罗夫等. . 廉正海 (译). 生活·读书·新知三联书店. 1977. OCLC 298668852 （中文）.
- 〔苏〕М. В. 扎哈罗夫. . 隽青 (译). 上海译文出版社. 1978. OCLC 73419920 （中文）.
- 池田誠.  . 国書刊行会. 1997. ISBN 4-336-03947-X （日语）.
- 防衛庁防衛研修所戦史室 (编). . 戦史叢書 44. 朝雲新聞社. 1971  [2020-05-11]. OCLC 33605562. （原始内容存档于2020-12-18） （日语）.
- 中山隆志.  . 国書刊行会. 1995. ISBN 4-336-03752-3 （日语）.
- 長勢了治.  . 芙蓉書房. 2018. ISBN 978-4-8295-0747-6 （日语）.
- 相原秀起.  . PHP研究所. 2017. ISBN 978-4-569-83634-8 （日语）.
- 肥田真幸.  . 潮書房光人社. 2014. ISBN 978-4-7698-1562-4 （日语）.
- Glantz, David M.  (PDF). London: Frank Cass Publishers. 2003  [2020-05-11]. ISBN 0-7146-5300-4. （原始内容存档 (PDF)于2020-12-18） （英语）.
- Hasegawa, Tsuyoshi. . The Belknap Press of Harvard University Press. 2005. ISBN 978-0-674-02241-6 （英语）.
- Акшинский, В. С. . Дальневосточное книжное издательство Камчатское отделение. 1984. OCLC 12370499 （俄语）.
- Иванов, Юрий. . Русич. 2001. ISBN 5-8138-0311-4 （俄语）.
- Котельников, Владимир. . БТВ-МН. 2002. ISBN 5-94889-002-3 （俄语）.
- Славинский, Борис Н.  []. 加藤幸廣 (译). 共同通信社. 1993. ISBN 4-7641-0296-X （日语）.

}-

### 期刊
-{
- 井澗裕.  . 境界研究 (北海道大学スラブ研究センター). 2011, (2): 31–64. doi:10.14943/jbr.2.31 （日语）.
- Пашолок, Юрий. . Rolling Wheels 2012年5-6月: 114-123. ISBN 4-620770-980010 （俄语）.
- Пашолок, Юрий. . Rolling Wheels 2012年5-6月: 34-40. ISBN 4-620770-980010 （俄语）.
- Самарин, И. А.  (PDF). Вестник Сахалинского музея. 2015, (22): 3-18 （俄语）.
- Смышляев, Александр. . Огни Кузбасса. 2019, (2): 110-119. OCLC 39889994 （俄语）.

}-

### 在线资源
-{
- 早坂隆. . 歴史街道. 2015, (12): 16-23 （日语）.
- . РИА Новости. 2017-08-13 （俄语）.

}-

## 拓展阅读
-{
- 東京12チャンネル報道部 (编).  . 学藝書林. 1969. OCLC 673909295 （日语）.
- 水津満.  . 日本工業新聞社. 1979. OCLC 659093623 （日语）.
- Катасонова, Е. Л. . Институт востоковедения РАН. 2005. ISBN 5-89282-258-3 （俄语）.

}-